# Шамбен
Шамбе́н (фр. Chambain) — коммуна во Франции, находится в регионе Бургундия. Департамент коммуны — Кот-д’Ор. Входит в состав кантона Ресе-сюр-Урс. Округ коммуны — Монбар.
Код INSEE коммуны — 21129.

## Население
Население коммуны на 2010 год составляло 28 человек.
| 1962 | 1968 | 1975 | 1982 | 1990 | 1999 | 2010 |
| ---- | ---- | ---- | ---- | ---- | ---- | ---- |
| 66   | 47   | 46   | 49   | 36   | 39   | 28   |

## Экономика
В 2010 году среди 18 человек трудоспособного возраста (15—64 лет) 12 были экономически активными, 6 — неактивными (показатель активности — 66,7 %, в 1999 году было 71,4 %). Из 12 активных жителей работали 12 человек (7 мужчин и 5 женщин), безработных не было. Среди 6 неактивных 2 человека были учениками или студентами, 2 — пенсионерами, 2 были неактивными по другим причинам.